# Wohn- und Geschäftshaus Hafenstraße 4

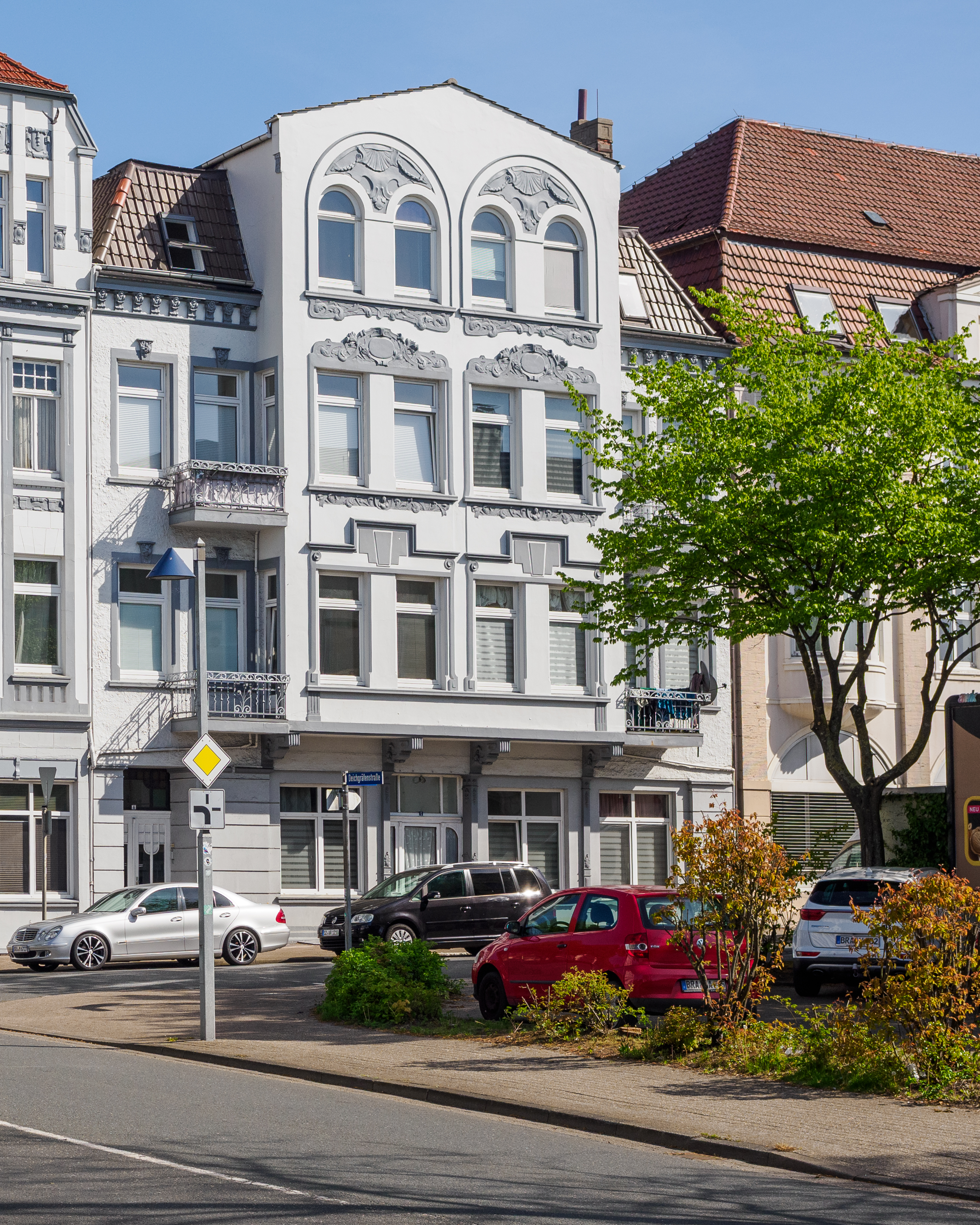

Das Wohn- und Geschäftshaus Hafenstraße 4 im niedersächsischen Nordenham im Landkreis Wesermarsch stammt wohl vom Anfang des 20. Jahrhunderts.

Aktuell (2023) wird es als Wohn- und Geschäftshaus genutzt.
Das Gebäude steht unter Denkmalschutz (siehe auch Liste der Baudenkmale in Nordenham).

## Beschreibung
Das dreigeschossige traufständige verputzte Gebäude, mit Walmdach, dem mittleren viergeschossigen erkerhaften Giebelrisalit mit den geschossweise jeweils zwei markanten Fenstergruppen mit eckigen und rundbogigen Fenstern mit Jugendstilelementen und Faschen sowie den Balkonen und einem kräftigen Traufgesims als Konsolenfries, wurde wohl um 1900 gebaut.
Das Landesdenkmalamt befand zur Bedeutung: „geschichtlich, wissenschaftlich, städtebaulich“.